# 핼리팩스 시타델스
| 핼리팩스 시타델스 | |
| 콘퍼런스          | |
| 디비전            | 노스 디비전 (1988년~1991년) 애틀랜틱 디비전 (1991년~1993년)                                                                                    |
| 설립연도          | 1988년 |
| 해체연도          | 1993년 |
| 역사              | 프레더릭턴 익스프레스 (1981년~1988년) 핼리팩스 시타델스 (1988년~1993년) 콘월 에이시스 (1993년~1996년) 윌크스배리/스크랜턴 펭귄스 (1999년~현재) |
| 경기장            | 핼리팩스 메트로 센터 |
| 연고지            | 노바스코샤주 핼리팩스 |
| 상징색            | 파랑, 하양, 빨강 |
| 구단주            | |
| 단장              | |
| 감독              | |
| NHL 제휴          | |
| ECHL 제휴         | |
| 정규시즌 우승     | |
| 콘퍼런스 우승     | |
| 디비전 우승       | |
| 칼더 컵           | |
| 영구 결번         | |

핼리팩스 시타델스(Halifax Citadels)는 캐나다 노바스코샤주 핼리팩스를 연고지로 하는 1988년부터 1993년까지 AHL 소속되었던 아이스 하키팀이다.
1993년 연고지를 온타리오주 콘월 (콘월 에이시스)로 이전했다.

## 역대 홈경기장
| 핼리팩스 시타델스    |               |          |                       |      |
| 경기장               | 사용기간      | 수용인원 | 장소                  | 비고 |
| 핼리팩스 메트로 센터 | 1988년~1993년 | 10,595명 | 노바스코샤주 핼리팩스 | 빈칸 |